# Rhinolophus chutamasae
Rhinolophus chutamasae (Soisook, Karapan, Srikrachang, Dejtaradol, Nualcharoen, Bumrungsri, Lin Oo, Aung, Bates, Harutyunyan, Bus & Bogdanowicz, 2016) è un pipistrello della famiglia dei Rinolofidi endemico dell'Indocina.

## Descrizione

### Dimensioni
Pipistrello di piccole dimensioni, con la lunghezza della testa e del corpo tra 42,3 e 48,5 mm, la lunghezza dell'avambraccio tra 41,2 e 44,1 mm, la lunghezza della coda tra 19,7 e 25,6 mm, la lunghezza del piede tra 7,4 e 8,6 mm, la lunghezza delle orecchie tra 15,5 e 48,5 mm.

### Aspetto
Le parti dorsali sono marroni scure, mentre quelle ventrali sono più chiare. La base dei peli è ovunque bianca. La foglia nasale è marrone e presenta una lancetta elevata, con la punta smussata e i margini concavi, un processo connettivo relativamente lungo, appuntito e proiettato in avanti, la sella larga, con i bordi paralleli e l'estremità quadrata. In alcuni individui la foglia nasale è rivestita da uno strato di liquido arancione dalla funzione sconosciuta. Il labbro inferiore ha tre solchi longitudinali.  La coda è lunga ed inclusa completamente nell'ampio uropatagio. Il secondo premolare inferiore è molto piccolo ed arrotondato. 

### Ecolocazione
Emette ultrasuoni ad alto ciclo di lavoro con impulsi a frequenza costante di 83,6–93 kHz. 

## Biologia

### Comportamento
Si rifugia probabilmente nelle cavità degli alberi o in fessure delle rocce.

### Alimentazione
Si nutre di insetti.

### Riproduzione
Femmine che allattavano sono state catturate nel mese di agosto.

## Distribuzione e habitat
Questa specie è diffusa nella Thailandia centro-occidentale e settentrionale e nel Laos settentrionale.
Vive nelle foreste sempreverdi montane tra 620 e 1.320 metri di altitudine.

## Conservazione
Questa specie, essendo stata scoperta solo recentemente, non è stata sottoposta ancora a nessun criterio di conservazione.